# Papa Teodoro II de Alexandria
Sua Beatitude Teodoro II (em árabe:  البابا تواضروس التانى), com nome de nascimento Wageeh Sobhy Baky Suleiman— em árabe: وجيه صبحى باقى سليمان — (Almançora, 4 de novembro de 1952) é o atual Papa da Igreja Ortodoxa Copta de Alexandria, o 118.º Patriarca de Alexandria e o Patriarca da África sobre a Santa Sé apostólica de São Marcos.
O seu título completo é: Papa de Alexandria e Patriarca da Predicação de São Marcos e de toda a África.

## Biografia
Licenciado em Farmácia, se graduou na faculdade de Farmácia de Alexandria em 1975, e convalidou seu título no Reino Unido em 1985. Antes de tornar-se clérigo, foi diretor de uma fábrica de medicamentos em Damanhur, no norte do Egito. Em 1983, ingressou num seminário, sendo ordenado sacerdote em 23 de dezembro de 1989. Posteriormente, ingressou no mosteiro de São Bishoy, em Uádi Natrum, ao norte de Cairo. Desde 1997, Teodoro era bispo metropolitano de Behera, no delta do Nilo.
O novo papa copta foi eleito em 4 de novembro de 2012 (curiosamente, data do seu aniversário) na catedral cairota de São Marcos, após um garoto de olhos vendados extrair de uma urna uma papeleta com seu nome, onde estava junto a outros dois, o bispo Rafael e o monje Rafael Ava Mina. Sucede na sé copta alexandrina a Shenouda III, falecido em 17 de março de 2012. É o segundo papa copta a ter o nome Tawadros (Teodoro, «presente de Deus»), após Teodoro I (também conhecido como Teodósio II), 45º papa (730-742).
Teodoro II é um defensor do ensino religioso e da formação dos clérigos como melhor «medicamento» para a Igreja copta. O novo papa se comprometeu a trazer a paz aos egípcios, num país de maioria islâmica onde há violência contra a minoria cristã. No dia 18 de novembro, Tawadros II assumiu oficialmente o cargo, substituindo Shenouda III.
Em 10 de maio de 2013, acompanhado por uma delegação de bispos coptos, foi recebido no Vaticano pelo Papa Francisco.